# Antidiva putiferio
Antidiva putiferio è il quattordicesimo album di inediti della cantante italiana Donatella Rettore, pubblicato il 10 gennaio 2025 dall'etichetta discografica Warner Music.

## Tracce
1. Antidiva – 2:34
2. Thelma & Louise (feat. Beatrice Quinta) – 2:44
3. Disco Prosecco (feat. BigMama) – 2:57
4. Beepolare (feat. La Sad) – 2:59
5. Odio tutti – 2:47
6. Ventilatore (feat. Marta Tenaglia) – 3:33
7. Chimica (con Ditonellapiaga) – 3:01
8. Il senso del pericolo – 3:06
9. Malamocco – 2:38
10. Faccio da me (con Tancredi) – 2:39
11. Occhiali da sole di notte – 2:57
12. Cielo cabrio – 3:00

## Classifiche
| Classifica (2025) | Posizione massima |
| ----------------- | ----------------- |
| Italia            | 25                |
| Italia (vinili)   | 3                 |